# Drosophila scolostoma
Drosophila scolostoma är en tvåvingeart som beskrevs av Elmo Hardy 1965. Drosophila scolostoma ingår i släktet Drosophila och familjen daggflugor.
Artens utbredningsområde är Hawaii.